# Ipochira leitensis
Ipochira leitensis är en skalbaggsart som beskrevs av Stefan von Breuning 1970. Ipochira leitensis ingår i släktet Ipochira och familjen långhorningar.
Artens utbredningsområde är Filippinerna. Inga underarter finns listade i Catalogue of Life.